# 連雀
連雀（れんじゃく）
1. レンジャク科の鳥。日本で見られるのはキレンジャク（黄連雀）とヒレンジャク（緋連雀）。
2. 物を背負うのに用いる背負子（しょいこ）。行商が多く用いた。
3. 日本各地に見られる地名。行商に由来するとされる。

本項では2と3について記述する。鳥についてはレンジャク科を参照。

## 背負子
物を背負うのに用いる背負子（しょいこ）の連雀は、肩に当たる部分を広く編んで作った縄や、それを木の枠に取り付けた物などである。連尺とも書く。
江戸時代の行商の多くは、この連雀に荷物を担いで各地を往来していた。また、中世から江戸時代にかけての連雀で運搬する行商を連雀商人、あるいは連雀衆ともいう。
「連雀」とは本来、渡り鳥の連雀を指していた。「連尺」を用いる行商が渡り鳥のように見えたことから、「連雀」が「連尺」の同義語として用いられるようになった。
江戸時代の城下町には、行商が連尺に荷を繋げたまま荷物を下ろし、そこに店を出した地域があり、これが各地の「連尺」「連雀」「連尺町」の由来となっている。

## 日本各地の地名
- 群馬県高崎市連雀町（れんじゃくちょう）
- 埼玉県川越市連雀町（れんじゃくちょう）
- 東京都三鷹市下連雀（しもれんじゃく） - 明暦の大火で延焼防止の火除地として土地を召し上げられた神田区連雀町（後述）の一部住民が代地としてここを与えられ、移住者が開発した「連雀新田」に由来[1][2]。詳細は神田区連雀町を参照。
- 東京都三鷹市上連雀（かみれんじゃく）- 下連雀に隣接する地域であることに由来[2]。なおこの地域は神田区連雀町からの移住者ではなく、地元農民により開発された新田である[2]。詳細は神田区連雀町を参照。
- 東京市神田区連雀町 - 関東大震災後の区画整理により町名変更[1]、現行町名は東京都千代田区神田須田町一丁目・神田淡路町二丁目[3]。詳細は神田区連雀町を参照。
- 静岡県掛川市連雀（れんじゃく）
- 静岡県浜松市中央区連尺町（れんじゃくちょう）
- 愛知県岡崎市連尺通（れんじゃくどおり）